# Sierra del Barbanza
La sierra del Barbanza es una alineación montañosa situada en la península del Barbanza, en la provincia de La Coruña. Se enmarca entre la ría de Muros y Noya y la ría de Arosa, en el extremo Occidental de Galicia (España).

## Descripción
Esta pequeña cordillera conforma uno de los terrenos más abruptos de las Rías Bajas, alcanzando cotas superiores a los 600 m s. n. m. a apenas cinco kilómetros del mar. Gracias a esta orografía tan quebrada es posible observar la prominencia de muchas de sus montañas en todo su esplendor.
El Barbanza alcanza su máxima altura en el monte Iroite, a 685 metros. Esta cima tiene una superficie llana, lo que ha permitido la construcción y despliegue de una base del Ejército Español, la EVA 10. Sin embargo, es en el monte La Curota donde se pueden contemplar las mejores vistas panorámicas. De hecho, según diversos autores, entre los que figura Ramón del Valle-Inclán, La Curota es el observatorio que ofrece las mejores vistas de las Rías Bajas y de toda Galicia.

## Montañas principales
La sierra está poblada por numerosos vértices geodésicos que señalan los puntos más elevados. Los picos más importantes y representativos son los siguientes:
- Castelo de Vitres (469 metros), en Boiro.
- Monte Enxa (538 metros), en Puerto del Son.
- Monte Curota (618 metros), en Puebla del Caramiñal.
- Torre de Inxerto (654 metros), en Puebla del Caramiñal.
- Monte Iroite (685 metros), en Boiro.
- San Lois (363 metros), en Noya.

## Hidrografía
La Sierra del Barbanza es la cuna de varios ríos y arroyos, entre los que destaca el río Pedras (se pone de forma errónea Pedrás en muchos lugares, incluida la cartografía oficial de señalización de la carretera; la correcta es Pedras, piedras en gallego, ya que el río se presenta lleno de cantos rodados que le dan nombre, en su zona final de desembocadura) y el río Lérez.

## Vegetación
Predomina el matorral de tojo y de genista, así como el pino bajo. Quedan algunas reminiscencias de bosque caducifolio autóctono como carballeiras y vegetación de las riberas de ríos.
La Sierra del Barbanza, al igual que muchos otros montes gallegos, sufrió la terrible oleada de incendios forestales en Galicia 2006, lo que redujo considerablemente la masa de árboles de la zona.
- Datos: Q6127995
- Multimedia: Serra do Barbanza / Q6127995